# Ambulacraria
Ambulacraria este un grup de nevertebrate care include majoritatea deuterostomienilor, cu excepția cordatelor. Taxonul a fost propus pentru prima dată de Ilia Mecinikov în 1881 și reintrodus de Peterson & Eernisse în 2001. În prezent cuprinde încrengăturile Hemichordata și Echinodermata. Aceste animale se caracterizează prin asemănarea dezvoltării celor trei pereche de celomuri. Aici trebuie să se accentueze că celomoductul celomului trompei la hemicordate poate fi echivalat cu canalul pietros al echinodermelor.
O altă trăsătură comună constituie aspectul general al larvei, numită bipinarie (sau tornaria la unele hemicordate). Aceste larve prezintă concentrații neurale apicale și una sau două fâșii de cili implicația în locomoție și nutriție. Fâșiile sunt inervate de neuroni subepiteliali . Există și ambulacrarieni la care lipsește stadiul larvar sau se înmulțesc pe cale asexuată.